# Lonchocarpus peninsularis
Lonchocarpus peninsularis là một loài thực vật có hoa trong họ Đậu. Loài này được (Donn.Sm.) Pittier miêu tả khoa học đầu tiên.